# Храм святого мученика Іоанна-Воїна

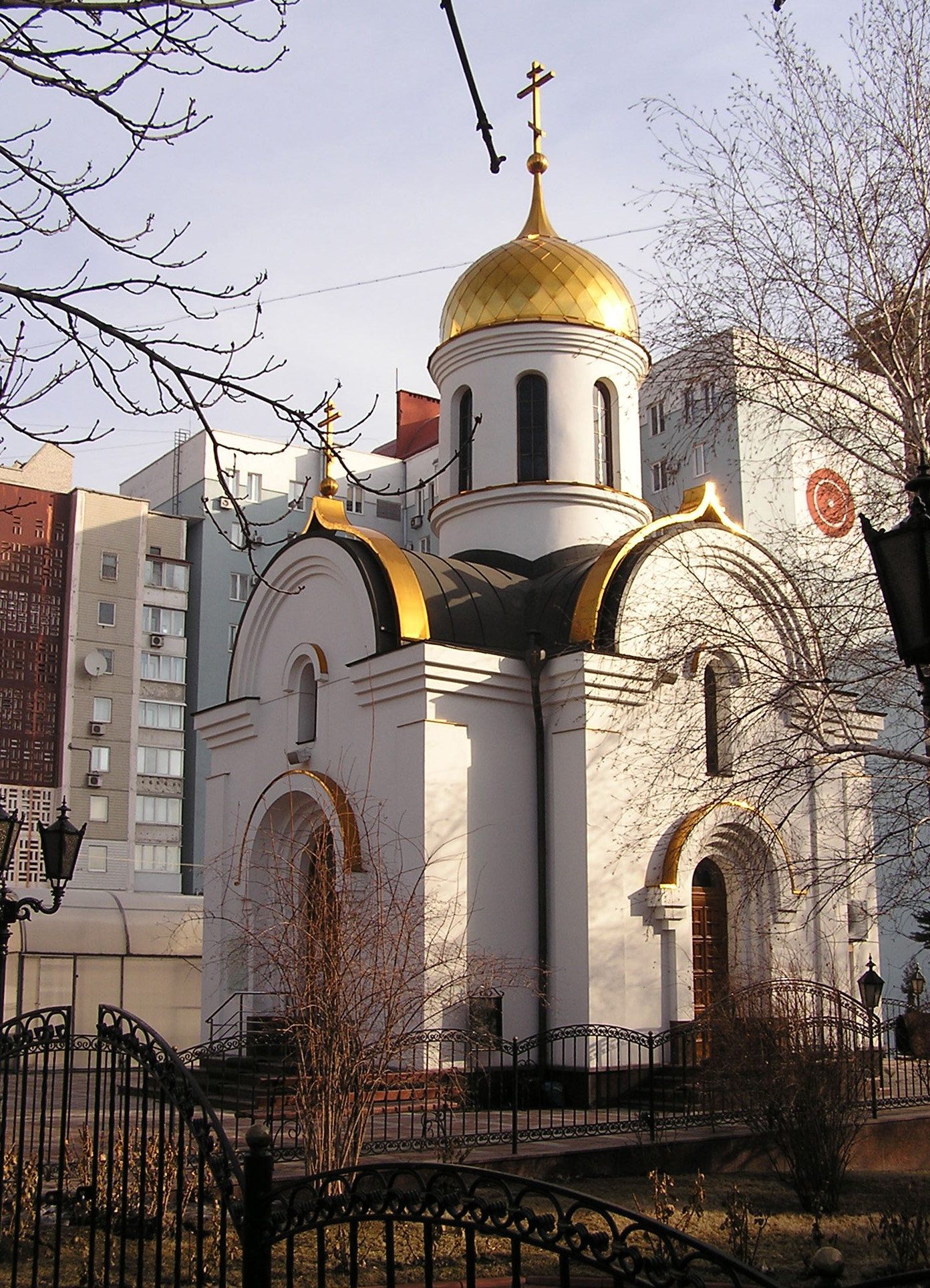
Храм Святого Мученика Іоанна-Воїна

Храм Святого Мученика Іоанна Воїна — православний храм в місті Донецьку, побудований на честь святого Іоанна Воїна на території обласного управління МВС в Донецької області. Поруч з храмом розташований меморіал, на якому увічнені імена співробітників міліції Донецької області, які загинули при виконанні службових обов'язків.

## Історія
Храм був побудований за 8 місяців в 2001 році в з ініціативи генерал-лейтенанта В. С. Малишева, начальника УМВС України в Донецькій області при сприянні голови облдержадміністрації В. Ф. Януковича на кошти та пожертвування співробітників міліції, підприємств та установ Донецької області, а також жителів Донбасу. Освячений 22 серпня 2001 року митрополитом Донецьким і Маріупольським (УПЦ МП) Іларіоном. Настоятель — ієромонах Кипріян.
22 серпня 2011 року владика відслужив молебень на честь десятиліття храму. Священики і парафіяни пом'янули загиблих при виконанні службових обов'язків працівників міліції. У народі храм називають «міліцейським».